# Raisa Lebomie
Raisa Lebomie, née le 9 avril 1984, est une judokate gabonaise. 

## Carrière
Elle est médaillée de bronze dans la catégorie des moins de 52 kg aux Championnats d'Afrique de judo 2011 à Dakar et dans la catégorie des moins de 57 kg aux Jeux africains de 2011 à Maputo.